# Pange lingua
Pange lingua («па́нгэ ли́нгва», с лат. букв. «Воспой, язык») — католический гимн. Стихи написаны Фомой Аквинским для праздника Тела Христова (лат. Corpus Christi; современное название — Торжество Пресвятого Тела и Крови Христа). Автор музыки неизвестен.

## Краткая характеристика
Гимн посвящён прославлению Святых Даров, то есть Тела и Крови Христовых, пресуществляемых из хлеба и вина во время мессы. Он поётся также в Великий Четверг, во время процессии перенесения Святых Даров в особую часовню, где они хранятся до литургии Великой Пятницы.
Инципит Pange lingua gloriosi / Corporis mysterium Фома Аквинский заимствовал из более древнего гимна Pange lingua gloriosi // Proelium certaminis, автором которого согласно церковному преданию был епископ Венанций Фортунат. Гимн Венанция посвящён Кресту Христову и исполняется (на оригинальную мелодию первого тона) в католическом богослужении на Страстной неделе.

## Текст
Текст гимна состоит из шести строф, написанных четырёхстопным хореем, типичным для латинской гимнографии высокого Средневековья. В отличие от гимна Венанция (хореический тетраметр на античный манер) стихи Фомы — обычная рифмованная силлабо-тоника (схема рифмовки ababab). Пятая и шестая строфы гимна «Pange lingua» (начиная от «Tantum ergo sacramentum» до конца) распеваются также как отдельный гимн во время выставления Святых Даров для адорации.  
| 1. Pange lingua gloriosi Corporis mysterium, Sanguinisque pretiosi, Quem in mundi pretium Fructus ventris generosi Rex effudit gentium. 2. Nobis datus, nobis natus Ex intacta Virgine, Et in mundo conversatus, Sparso verbi semine, Sui moras incolatus Miro clausit ordine. 3. In supremae nocte coenae Recumbens cum fratribus, Observata lege plene Cibis in legalibus, Cibum turbae duodenae Se dat suis manibus. 4. Verbum caro, panem verum Verbo carnem efficit: Fitque sanguis Christi merum, Et si sensus deficit, Ad firmandum cor sincerum Sola fides sufficit. 5. Tantum ergo Sacramentum Veneremur cernui: Et antiquum documentum Novo cedat ritui: Praestet fides supplementum Sensuum defectui. 6. Genitori, Genitoque Laus et jubilatio, Salus, honor, virtus quoque Sit et benedictio: Procedenti ab utroque Compar sit laudatio. | 1. Воспойте, уста, таинство Достославного тела, [Воспойте таинство] драгоценной крови, Которую пролил в искупление миру Плод чрева благодатного, Царь народов. 2. Нам данный, для нас рожденный От непорочной Девы И в мире воплощенный Подобно [брошенному] семени Слова, Он чудесным образом завершил Краткие мгновения своего земного бытия. 3. В ночь последней трапезы, Возлегши с братьями, Соблюдя вполне закон В надлежащих кушаньях, Он предал себя своими руками В пищу отряду двенадцати [апостолов]. 4. Плоть-Слово творит хлеб истинный, [Творит] словом плоть, И становится кровь Христова чистым вином. И если недостает чувств, Для укрепления искреннего сердца Достаточно одной лишь веры. 5. Столь великое таинство Почтим, преклоненные. И пусть старое учение Уступит новому обряду, Пусть вера восполнит Недостаток чувств. 6. Родителю и Рожденному Хвала и слава, Здравие, честь, и добродетель, И благословление. Исходящему от Обоих Да будет равным восхваление. |

## Музыка
В традиционной (дореформенной) григорианике использовались две схожие мелодические версии гимна — первого и третьего тонов; более популярна версия третьего тона (см. иллюстрацию). Старейшие рукописи, содержащие мелодию III тона, относятся к XIII веку.
Музыкальная «строфа» гимна состоит из трёх «строк» (одна музыкальная строка охватывает две стихотворные строки), каждая из которых чётко делится на две «полустроки» (одна музыкальная полустрока соответствует одной стихотворной строке). В каждой последующей строфе (как это типично для католического гимна) музыка повторяется.

## Рецепция

### В академической музыке
Мелодические фрагменты первой строки гимна (версия третьего тона) взял за основу своей мессы «Pange lingua» Жоскен Депре. Т. Л. де Виктория написал две обработки гимна (два мотета в технике alternatim) — для одной он взял «римскую» (то есть григорианскую) мелодию первого тона, для другой — «испанский» вариант мелодии.
Чаще в многоголосной музыке Ренессанса и барокко использовался лишь мотив из начала второй строки гимна («sanguinisque pretiosi», g-a-c1-h-a-g-a-g), который стал cantus firmus версета (пятого тона) М.Росси, ричеркара И. Я. Фробергера (FbWV 404), канцоны И. К. Керля, фуги E-dur из второго тома ХТК И. С. Баха (BWV 878) и других композиторских сочинений. Образцовая разработка темы гимна в сборнике «Gradus ad Parnassum» И. Й. Фукса обрела популярность как дидактический материал для изучения полифонии. Некоторые исследователи считают, что тема финала симфонии № 41 «Юпитер» В. А. Моцарта также обязана указанному мотиву.
Текст (но не музыку) гимна использовали Дитриха Букстехуде (в кантате BuxWV 91) и З.Кодай (Pange lingua, для смешанного хора и органа, 1929).

### В неакадемической музыке
Измененный фрагмент первых двух строф используется как рефрен в песне группы Hi-Fi "Прости" (альбом "Первый контакт", 1999).